# Bohdan Gonsior
Bohdan Kazimierz Gonsior (Chorzów, 1937. február 16. –) világbajnok, olimpiai bronzérmes lengyel párbajtőrvívó.